# Por Supuesto
"Por Supuesto" é uma canção da cantora brasileira Marina Sena, gravada para seu primeiro álbum de estúdio, De Primeira. A canção foi escrita por Marina Sena Sena e lançada como terceiro single do álbum em 24 de novembro de 2021.

## Antecedentes e lançamento
Antes do lançamento oficial, a faixa já era um sucesso comercial após viralizar no TikTok, por meio da releitura do jovem cantor e violonista Lucas Mamede. A faixa ainda entrou no 1º lugar da lista “50 que viralizaram no mundo” do Spotify. Após a repercussão da faixa, a cantora anunciou que lançaria a música como um single oficial do álbum em 24 de novembro de 2021. "Por Supuesto" foi lançada como o terceiro single do álbum em 24 de novembro de 2021. A música também faz parte da trilha sonora da série de televisão As Five, do Globoplay.

### Apresentações ao vivo
Sena cantou "Por Supuesto" pela primeira vez em 21 de julho de 2021 no Experimente do canal Bis. Em 8 de dezembro, Sena apresentou a canção no Prêmio Multishow de Música Brasileira 2021. Em 15 de dezembro, Sena apresentou a canção no TikTok Awards 2021. No dia seguinte, Sena apresentou a canção no Women's Music Events Awards 2021 ao lado de Luísa Sonza. Em 22 de janeiro de 2022, Sena apresentou a canção no Caldeirão com Mion. Em 3 de janeiro, Sena apresentou a canção no Faustão na Band. Em 22 de março, Sena apresentou a canção no TVZ. Em 16 de março de 2023, Marina apresentou a canção no programa Encontro com Patrícia Poeta. Em 30 de abril de 2023, Sena apresentou a faixa no Fantástico. Em 01 de julho de 2023, Marina Sena apresentou a canção no Caldeirão com Mion pela segunda vez.

## Faixas e formatos
| Download digital / streaming / vinil |                |         |  |
| N.º                                  | Título         | Duração |  |
| 1.                                   | "Por Supuesto" | 3:06    |  |

## Desempenho comercial
A canção foi um sucesso comercial, alcançando a posição 5 no Top 200 do Brasil e o top 1 da parada Viral Global do Spotify. A canção se tornou viral no TikTok, o que ajudou a faixa a alcançar um público maior. Em Portugal, a canção alcançou a posição 69.

### Tabelas semanais
| Tabela musical (2021)  | Melhor posição |
| ---------------------- | -------------- |
| Brasil (UBC Streaming) | 9              |
| Portugal (AFP)         | 69             |

## Certificações
| Região | Certificação | Vendas   |
| --- | ------------ | -------- |
| Brasil (Pro-Música Brasil) | Diamante     | 300,000* |
| *vendas baseadas apenas na certificação ^distribuições baseadas apenas na certificação ‡números de vendas+streaming baseados apenas na certificação |              |          |

## Prêmios e indicações
| Ano  | Prêmio        | Categoria                               | Resultado | Ref.   |
| ---- | ------------- | --------------------------------------- | --------- | ------ |
| 2022 | Grammy Latino | Grammy Latino: Melhor Canção Brasileira | Indicada  | [ 23 ] |